# Cama-roig llis
El cama-roig llis, també conegut com pentinella rosada o pimpinella rosada (Laccaria laccata) deu el seu nom científic al seu aspecte llis i brillant que sembla envernissat. Es tracta d'un cama-sec micorrízic i pioner que pertany al grup dels cama-roigs. El trobem en marges de clarianes i de camins, així com en boscos oberts i joves o camins poc transitats.

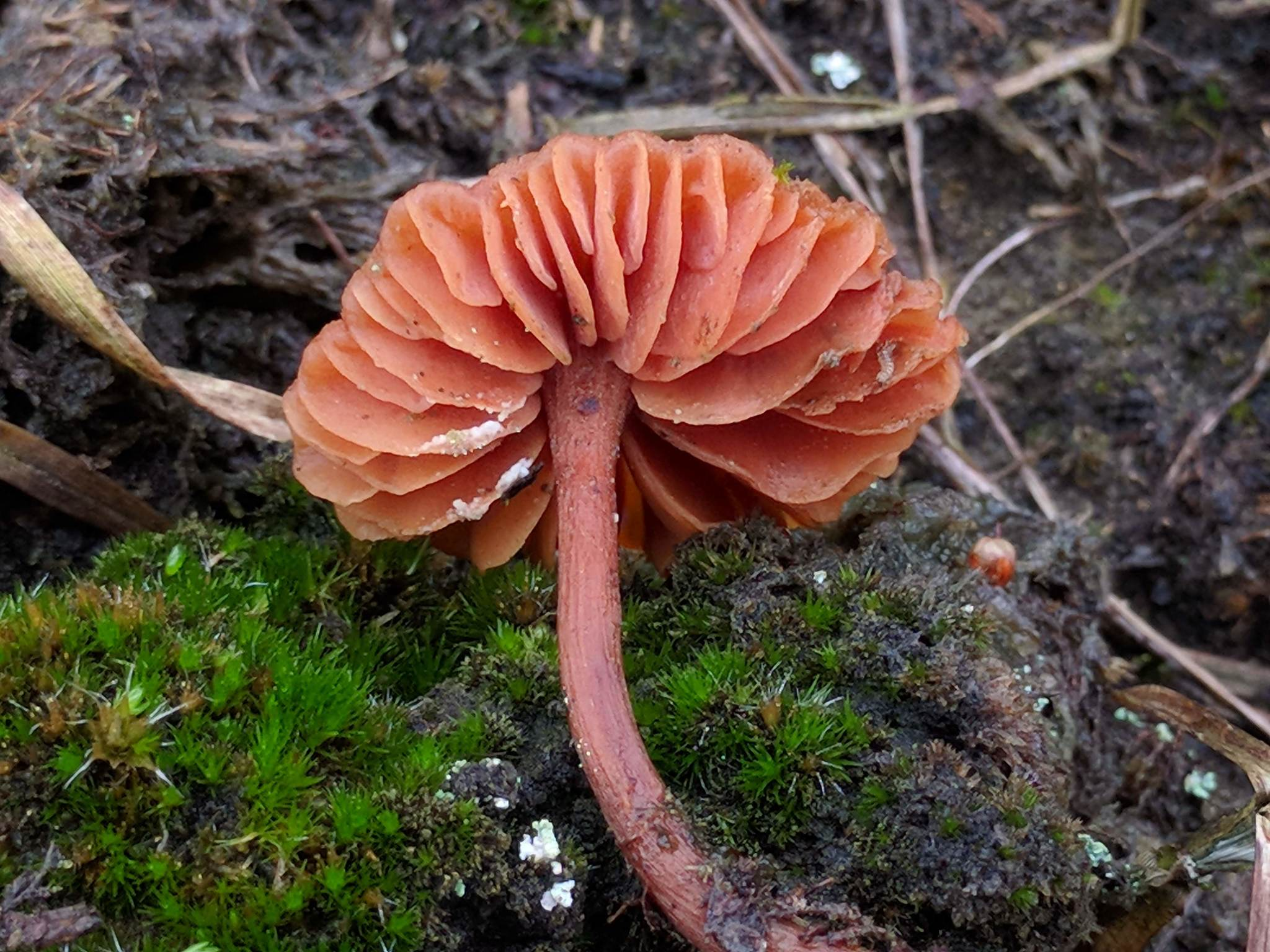
Revers del cama-roig (Laccaria laccata)

## Morfologia
Tant el barret com el peu i les làmines d'aquest bolet prenen una coloració entre brunenca i rosada, com ara de carn. El barret fa de 2 a 6 cm de diàmetre, convex al principi i estès a la fi, amb la vora ondulada i el marge aparentment estriat per la visió de les làmines per transparència.
Làmines espaiades, gruixudes, recobertes d'un polsim blanquinós, les espores madures, en els exemplars ben desenvolupats.
Peu prim i fibrós, sovint sinuós, tenaç.
Carn molt escassa, d'un rosa pàl·lid, més fosca en els exemplars hidratats, dolça.

## Hàbitat
Surt a qualsevol tipus de bosc i és molt abundant a la tardor.

## Comestibilitat
És un bolet comestible poc apreciat, ja que no té a penes carn i és força insípid. S'aprofita en barreges de bolets.

## Possibles confusions amb altres bolets
És possible confondre-la amb altres espècies d'aquest mateix gènere, entre les quals hi ha la pentinella morada (Laccaria amethystina) de semblant fesomia però d'un bell color ametista, n'és la més comuna i de millor qualitat a la cuina.